# 강원도의 행정 구역
이 문서에서는 강원도의 행정 구역을 다룬다.

## 대한민국
대한민국 강원특별자치도의 행정 구역은 7개 시, 11개 군으로 구성되어 있다.

## 조선민주주의인민공화국
조선민주주의인민공화국 강원도의 행정 구역은 2개 시, 15개 군으로 구성되어 있다.